# Xarxa de lliurament de continguts

El sistema tradicional de distribució de dades i CDN.

Una xarxa de lliurament de continguts (content delivery network, CDN, en anglès) és una xarxa superposada d'ordinadors que contenen còpies de dades, col·locats en diversos punts d'una xarxa amb la finalitat de maximitzar l'amplada de banda per a l'accés a les dades de clients per la xarxa. Un client accedeix a una còpia de la informació que té a prop, en comptes d'accedir a un servidor central, per tal d'evitar embuts prop d'aquest servidor.
Els tipus de contingut inclouen objectes web, objectes per descarregar (arxius multimèdia, programari, documents), aplicacions, mitjans de comunicació en temps real i altres components de lliurament d'Internet (DNS, rutes i consultes de base de dades).

## Introducció
Les CDN emergeixen com la solució a l'actual problema que presenta una web centralitzada: aconseguir un baix temps de resposta i una mínima pèrdua d'informació, movent el contingut de la informació més propera als usuaris. L'objectiu és aconseguir un equilibri entre els costos en què incorren els proveïdors de contingut web i la qualitat de servei per als usuaris finals.
Els avantatges de la implementació d'aquest model són els següents:
- Redueix la càrrega dels servidors.
- Xarxa de tràfic distribuïda.
- Redueix la latència.
- Incrementa l'amplada de banda.
- Augmenta el web caching.

## Arquitectura d'una CDN
| - Component de lliurament de continguts: Es compta amb un servidor d'origen i un conjunt de servidors substituts per replicar el contingut. - Component d'encaminament de sol·licituds: Usuaris sol·liciten directament als servidors substituts. Interactua amb el component de distribució per mantenir i actualitzar el contingut - Component de distribució de contingut: Mou el contingut des de l'origen als servidors substituts i assegura consistència. - Component de comptabilitat: Manté registres dels accessos dels clients i els registres d'ús dels servidors. Ajuda a la presentació d'informes de tràfic i facturació basada en l'ús. |

## Serveis i continguts compatibles amb CDN
- Contingut estàtic: Pàgines estàtiques HTML, imatges, documents, actualitzacions de programari.
- Distribució d'àudio i vídeo per internet: Àudio i vídeo en temps real. Vídeos generats per l'usuari
- Servei de contingut: Directori, comerç electrònic, servei de transferència d'arxius.
- Fonts de contingut: Grans empreses, proveïdors de serveis web, companyies de mitjans de comunicació, i emissores de notícies
- Clients: Mitjans de comunicació i empreses de publicitat per Internet, centres de dades, proveïdors d'Internet, minoristes de música en línia, operadors mòbils i fabricants d'electrònica de consum.
- Interacció de l'usuari: Mòbil, smartphone/PDA, notebooks i ordinadors d'escriptori.

## Objectius de negoci
Escalabilitat
- Habilitat per expandir-se amb l'objectiu de treballar amb grans quantitats de dades, usuaris i transaccions.
- Requereix capacitat per al lliurament de contingut dinàmic d'aprovisionament i d'alta qualitat, amb baix cost operacional.

Seguretat
- Protecció del contingut contra modificacions i accessos no autoritzats.
- Requereix xarxa física, programari, dades i procediments de seguretat.

Fiabilitat, capacitat de resposta i rendiment
- Disponibilitat de serveis, gestió de possibles interrupcions i experiència de l'usuari final.
- Requereix una xarxa tolerant a falles amb balanceig de càrrega adequada.

## Beneficis del CDN
A causa de l'arquitectura del CDN, es poden detallar els següents beneficis:
- Major capacitat de connexió.
- Disminució del temps de resposta de lliurament d'informació a l'usuari.
- Disminució dels costos associats al lliurament de continguts.
- Reducció de la pèrdua i demora de paquets, ja que treballen amb nodes propers a l'usuari.
- Disminució de càrrega de la xarxa.
- S'aconsegueix el 100% de disponibilitat d'informació, fins i tot davant la caiguda d'un dels servidors.
- Permet obtenir estadístiques de comportament d'usuaris basat en el registre de pàgines visitades, ubicació geogràfica, entre d'altres.